# FC 나사프
FC 나사프(FC Nasaf)는 우즈베키스탄 리그의 프로 축구 클럽으로, 우즈베키스탄의 카르시에 있는 카르시 경기장을 홈 구장으로 한다. 이 팀은 1986년에 창단되었으며, 우즈베키스탄 리그 2011 시즌에서 우크라이나 출신 감독 아나톨리 데먀넨코(Anatoliy Demyanenko)의 지휘 하에 2위를 기록하며 2012년 AFC 챔피언스리그에 처음으로 진출하였다.

## 선수 명단

### 현역
참고: FIFA 자격 규정에 따라 소속된 국가대표팀 국기를 표시합니다. 선수는 복수의 FIFA 비회원국 국적을 가지고 있을 수 있습니다.
| 번호 | 포지션 | 국적         | 이름                  |
| ---- | ------ | ------------ | --------------------- |
| 34   | DF     | 우즈베키스탄 | 셰르조드 나스룰라예프 |
| 35   | GK     | 우즈베키스탄 | 압두보히드 네마토프   |

| 번호 | 포지션 | 국적     | 이름        |
| ---- | ------ | -------- | ----------- |
| 92   | FW     | 알바니아 | 루빈 헤바이 |